# Der Lieferheld – Unverhofft kommt oft
Der Lieferheld – Unverhofft kommt oft ist eine US-amerikanische Filmkomödie aus dem Jahr 2013 mit Vince Vaughn in der Hauptrolle. Sie ist eine Neuauflage des 2011 entstandenen kanadischen Spielfilms Starbuck, in dem Patrick Huard die Hauptrolle übernommen hatte. Bei beiden Filmen führte Ken Scott Regie.

## Handlung
Hauptfigur des Films ist David Wozniak, der in seinem Leben nicht viel erreicht hat und nun als Lieferant in der Metzgerei seines Vaters arbeitet. Über die Jahre hat er beträchtliche Schulden angehäuft, weshalb er immer wieder in Probleme gerät. Als plötzlich ein Anwalt vor seiner Tür steht und ihm offenbart, dass er Vater von 533 Kindern ist, weil er mit 20 Jahren mehr als 600 Mal bei einer Samenbank gespendet hatte, wird seine Welt plötzlich komplett auf den Kopf gestellt. 142 der 533 Kinder wollen im Zuge einer Sammelklage die Identität Davids erfahren und fechten daher den Vertrag zwischen David und der Samenbank an, in dem auch eine Anonymitätklausel enthalten war.
Sein bester Freund Brett ist Jurist und erklärt sich bereit, den Fall für David zu übernehmen. Er soll verhindern, dass David seine Identität preisgeben muss, und schlägt später sogar vor, die Samenbank auf Schadenersatz zu verklagen. So gerät die Situation immer weiter außer Kontrolle, denn auch Davids derzeitige Freundin Emma, die nichts von seinen 533 Kindern ahnt, erwartet von ihm ein Kind und fordert ihn auf, mehr Reife an den Tag zu legen, um ihr zukünftiges gemeinsames Kind großziehen zu können.
David erhält einen Umschlag mit den Profilen aller Kläger und erkennt so mehrere seiner Kinder in Personen, die er bereits kennt, so zum Beispiel in einem bekannten Basketballer. In der Folgezeit lernt er mehrere seiner biologischen Kinder kennen. Einem Sohn hilft er, zu einem Vorsprechen zu gehen und dadurch einen Job als Schauspieler zu ergattern. Eine seiner Töchter ist schwer drogenabhängig und er versucht ihr bei ihrem Entzug zu helfen. Ebenso lernt er Ryan kennen, der in einem Heim für geistig Behinderte lebt. David verbringt einige Zeit mit ihm und stellt ihn später auch den Übrigen vor. So fängt er an, langsam Vatergefühle zu entwickeln, obwohl keines seiner Kinder von seiner biologischen Vaterschaft weiß und ihn nur als Freund kennengelernt hat.
Erst Viggo erkennt auf einem Treffen aller Kläger, auf dem David zufällig landet, seinen Vater und bittet ihn, bei ihm wohnen zu dürfen, um ihn besser kennenzulernen. David stimmt dem zu, da er Angst hat, dass Viggo seine Tarnung auffliegen lassen könnte.
Die Klage auf Bekanntgabe der Identität Davids wird schließlich abgewiesen, weshalb seine biologischen Kinder sehr enttäuscht sind und ihn in einem Fernsehinterview auffordern, sich von selbst bei ihnen zu melden. David, der nun zum ersten Mal in seinem Leben merkt, dass er etwas Gutes tun kann, meldet sich via Facebook bei den Mitgliedern der Sammelklage und gibt seine Identität preis.
Am Ende des Films tauchen alle seine Kinder bei ihm in der Klinik auf, da seine Freundin Emma das Kind geboren hat, und er fängt an, seine bereits aufgekeimten Vatergefühle weiter zu intensivieren.

## Neuverfilmung
Der Lieferheld – Unverhofft kommt oft ist die Neuverfilmung des 2011 erschienenen, kanadischen Films Starbuck. Wieder trat Ken Scott als Regisseur in Erscheinung.
Zudem kam eine Bollywoodverfilmung sowie ein französisches Remake namens Fonzy auf den Markt.

## Einspielergebnisse
Der Film erschien Ende 2013, kurz vor den Weihnachtsfeiertagen. Insgesamt spielte er in den USA etwa 31 Millionen US-Dollar und weltweit rund 50 Millionen US-Dollar ein.
Das Budget des Films betrug rund 26 Millionen US-Dollar.

## Kritiken
„‚Seid umschlungen, Millionen! Diesen Kuss der ganzen Welt!‘, so heißt es in Friedrich Schillers Ode ‚An die Freude‘, die Ludwig van Beethoven im berühmten Schlusschor seiner 9. Sinfonie in die klingende Utopie von friedlicher Götterfunken-Gemeinsamkeit verwandelte. Der franko-kanadische Regisseur Ken Scott hat die poetisch-pathetische Übertreibung von Schillers Worten 2011 in seinem Film ‚Starbuck‘ (fast) wörtlich genommen und den Samenspender-Titelhelden am Ende in einer kuriosen Massenumarmung mit seiner mehr als hundertköpfigen Kinderschar vereint. Das Bild des sich in den Armen liegenden Menschenknäuels, das sich nur noch aus einer gottgleichen Vogelperspektive überblicken lässt, war der passende Schlussakkord für eine warmherzige und milde ironische Komödie – und der Filmemacher schlägt diesen nun auch in ‚Der Lieferheld – Unverhofft kommt oft‘, seinem eigenen US-Remake von ‚Starbuck‘, wieder an. Anders als Beethovens Sinfonie, die selbst in vieltausendfacher Nachschöpfung so gut wie unverwüstlich ist, erweist sich Scotts Selbstbearbeitung allerdings als wenig inspirierter Aufguss. Nahezu alle Figuren und Szenen sind haargenau gleich angelegt, viele Dialoge dazu wortwörtlich übersetzt – wer ‚Starbuck‘ kennt, der wird ‚Der Lieferheld‘ als filmisches Malen-nach-Zahlen empfinden. Die charmanten rauen Kanten des Originals wurden überdies weitgehend glattgebügelt. So bietet das Remake zwar sympathische, aber nicht unbedingt bemerkenswerte Unterhaltung, in der einzig Chris Pratt für frischen Wind sorgt.“

„Eine extrem detailgetreue Wiedererzählung der beliebten frankokanadischen Komödie ‚Starbuck‘, die höflich davon absieht, das reife, satirische Potential der Storyline anzuzapfen und dafür einen sanfteren Ansatz wählt.“